# Seebergen
Seebergen è una frazione del comune tedesco di Drei Gleichen, in Turingia.

Conta (2007) 1 297 abitanti.

## Storia
Seebergen fu nominata per la prima volta nel 1220.

Costituì un comune autonomo fino al 1º gennaio 2009.